# Игнатович, Ольга Всеволодовна
Ольга Всеволодовна Игнатович (1905, Слуцк — 1984, Москва) — советский фотограф.

## Биография
Младшая сестра мастера советской фотографии Бориса Игнатовича.
В фотографию пришла в начале 1930-х годов, работала вместе с братом в газете «Беднота» и журнале «Нарпит», с середины 1930-х годов — в газете «Вечерняя Москва»; участница группы «Октябрь». Позднее стала членом «Бригады Игнатовича» в Союзфото.
Во время Великой Отечественной войны работала фотокорреспондентом в газете 10-й армии «Боевое знамя» и во фронтовой газете «За честь Родины».
После войны работала в агентстве АПН и в издательстве «Советский художник».

## Выставки
- «Пропаганда и мечты. Фотография 1930-х годов в СССР и США», выставка была показана в The Corcoran Gallery of Art (Вашингтон), International Center of Photography (Нью-Йорк), Государственном музее изобразительных искусств им. А. С. Пушкина и в Государственном Русском музее.

## Книги
- Антология Советской фотографии, 1917—1940. — М.: Планета, 1986.
- PROPAGANDA & DREAMS, Edition Stemmle 1999 ISBN 3-908161-80-0